# 柳俊元
柳俊元（韓語：유준원，2003年4月21日—），前BIGHIT MUSIC、YX LABELS、HYBE旗下練習生，2022年7月9日，出演YX LABELS日本選秀節目《&AUDITION - The Howling -》，總決賽排名第八名無緣出道，2023年，出演MBC男團選秀節目Fantasy Boys，最終以第一名出道。